# Mansfeld-Harz do Sul
Mansfeld-Harz do Sul (em alemão:  Mansfeld-Südharz) é um distrito (Landkreis) da Alemanha localizado no estado da Saxônia-Anhalt.
Depois de uma reforma dos distritos da Saxônia-Anhalt (em alemão: Kreisreform Sachsen-Anhalt 2007) que entrou em vigor em 1 de julho de 2007, os distritos de Mansfelder Land e Sangerhausen foram dissolvidos e fundidos no novo distrito de Mansfeld-Harz do Sul.

## Cidades e municípios
| Cidades livres                                                                            | Municípios livres                       |
| ----------------------------------------------------------------------------------------- | --------------------------------------- |
| 1. Allstedt 2. Arnstein 3. Eisleben 4. Gerbstedt 5. Hettstedt 6. Mansfeld 7. Sangerhausen | 1. Seegebiet Mansfelder Land 2. Südharz |

| Verbandsgemeinden                                                                          | Verbandsgemeinden | Verbandsgemeinden |
| ------------------------------------------------------------------------------------------ | --- | ----------------- |
| - 1. Goldene Aue 1. Berga 2. Brücken-Hackpfüffel 3. Edersleben 4. Kelbra1, 2 5. Wallhausen | - 2. Mansfelder Grund-Helbra 1. Ahlsdorf 2. Benndorf 3. Blankenheim 4. Bornstedt 5. Helbra1 6. Hergisdorf 7. Klostermansfeld 8. Wimmelburg |                   |
| 1sede do Verbandsgemeinde; 2cidade;                                                        | |                   |